# ヘンリック・フィスカー

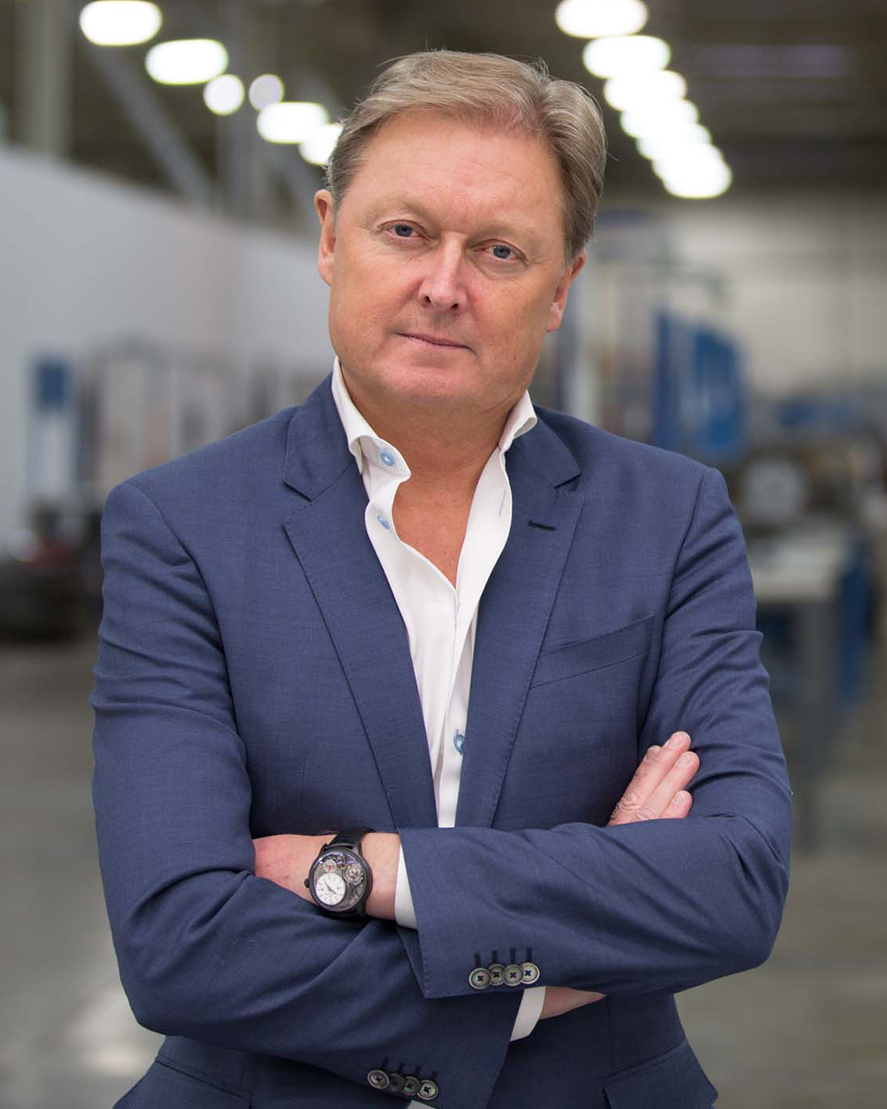
ヘンリック・フィスカー(2016年撮影)

ヘンリック・フィスカー（Henrik Fisker 、1963年8月10日 - ）は、デンマーク出身の自動車デザイナー、フィスカー・オートモーティブ元CEO。レトロモダンなデザインを得意とする。
別表記はヘンリク・フィスカー、エンリク・フィスカー、エンリケ・フィスカー。

## 略歴
- アートセンター・カレッジ・オブ・デザインスイス校出身
- 1989年 - BMW入社
- 2000年 - アストンマーティンに移籍、デザイン担当役員に就任。
- 2005年 - アストンマーティンを退社。フィスカー・コーチビルド（英語版）社を設立。
- 2007年 - フィスカー・コーチビルド、クァンタム・フューエルテクノロジー（ドイツ語版）と合弁しフィスカー・オートモーティブとして再設立。プラグインハイブリッドカー製造のベンチャー企業として脚光を浴びる。
- 2008年 - 次世代自動車ベンチャーの同業者たるテスラモーターズに訴訟を起される。
- 2009年 - アメリカ合衆国エネルギー省(DOE)の自動車製造先端技術インセンティブプログラム（英語版）に基づく低利融資が認可される。
- 2011年 - フィスカー・オートモーティブ、フィスカー・カルマの量産を開始する。
- 2012年 - バッテリー不良に起因するカルマのトラブルが多発。バッテリーメーカーのA123・システムズが破産し、カルマの製造が頓挫。計画されていた派生車種の発売も全て中止を余儀なくされる。
- 2013年 - DOEへの返済が滞り始め、公聴会の聴取を受ける。カルマの一連の問題に引責する形でフィスカー・オートモーティブ社のCEOを辞任、その後同社は同年中に倒産し、会社の資産は負債も含めて中国最大手の自動車部品メーカーである万向集団（英語版）に全て買収される。フィスカーの商標はヘンリックが引き続き保持し続け、同年中にコーチビルド社時代と同じ業務を行うHFデザイン&テクノロジー社を設立する。
- 2014年 - HF社、デンマークLauge Jensen社のオートバイや米ガルピン・オートスポーツ（英語版）社のカスタムカーのデザインを受託。
- 2015年 - HF社、伊ベネッティ（英語版）社の豪華ヨット（英語版）、ベネッティ・フィスカー・50（英語版）を設計。
- 2016年 - GM副会長ボブ・ラッツがカルマのガソリンエンジン版であるVL・ディスティーノ（英語版）を製造する為に立ち上げていたVLF・オートモーティブ（英語版）に参画、同社の支援の下新たな電気自動車を製造するべくフィスカー・インク（英語版）を設立。

## 代表作

### BMW(1989-2001年)
- BMW・E1（ドイツ語版）（1993年発表のコンセプトカー、電気自動車）
- BMW・Z8（1999年-2003年。1997年発表のコンセプトカー「Z07」含む）
- BMW・X5（2000年-2007年のE53型）

### フォード・アストンマーティン(2001-2005年)
- アストンマーティン・DB9（2004年-2016年）
- アストンマーティン・DBS（2007年-2012年のDBS V12）
- アストンマーティン・ヴァンテージ（2005年-)

### フィスカー・コーチビルド(2005-2007年)
- フィスカー・トラモント（メルセデス・ベンツ・SL55 AMGがベース）
- フィスカー・ラティーゴ（英語版）（BMW 645Ciがベース）
- テスラ・ロードスター/テスラ・モデルS（2007年頃の開発に参画。しかしこれが徒となり、カルマ発売後にテスラモーターズから機密情報を盗用したとして訴訟を受ける事になる。）
- アルテガ・GT（英語版）（2009年-2012年、ドイツのスーパーカーメーカーであるアルテガ・オートモビル（英語版）の依頼を受けデザイン。2011年には電気自動車版のアルテガ・SEも開発）

### フィスカー・オートモーティブ(2007-2013年)
- フィスカー・カルマ（2011年-2012年）
- フィスカー・サーフ（2011年、カルマのハッチバック版。未発売）
- フィスカー・サンセット（2011年、カルマのオープンカー版。未発売）
- フィスカー・アトランティック（英語版）(2012年、カルマを小型化したセダン。未発売)
- VLF・ディスティーノ（英語版）(2013年-、カルマのパワートレインをガソリンエンジンとしたもの)
- カルマ・レベロ（英語版）（2016年-、中国・万向集団が設立したカルマ・オートモーティブ（英語版）によるカルマの再発売版。ディスティーノと異なり、ヘンリックはレベロの再発売には参画していない。）

### HFデザイン&テクノロジー(2013年-現在)
- ラウゲジェンセン・ヴァイキング（2014年-、デンマークレゴ社の創業者一族であるアンダース・カーク・ヨハンセンが所有するカスタムバイクショップと共同開発したチョッパー型クルーザー）
- ギャルピン-フィスカー・マスタング・ロケット（英語版）（2014-、フォードの大手ディーラーであるギャルピン・オートスポーツ（英語版）と共同開発。フォード・マスタングがベース）
- ベネッティ・フィスカー・50（英語版）

### VLF・オートモーティブ(2016-現在)
- VLF・フォース1（英語版）（2016-、VLF社初の独自開発車両。しかしアストンマーティンからはアストンマーティン・DB10の盗用として訴訟を受けることになる。）

### フィスカー・インク(2016-現在)
- フィスカー・エモーション(バタフライドアとグラフェンスーパーキャパシタを採用した完全電気自動車。ヘンリックはこの車両こそカルマの後継であるとしている。)

## ギャラリー
ヘンリック・フィスカーがデザインした乗り物
- BMW・E1(1993年)
- BMW・Z8(1999年)
- BMW・X5(2000年)
- アストンマーチン・DB9(2004年)
- アストンマーチン・DBS(2007年)
- アストンマーチン・V8ヴァンテージ(2005年)
- フィスカー・トラモント(2005年)
- フィスカー・ラティーゴCS(2005年)
- アルテガ・GT(2009年)
- フィスカー・カルマ(2011年)
- フィスカー・サーフ(2011年)
- フィスカー・サンセット(2011年)